# Aki Okuda

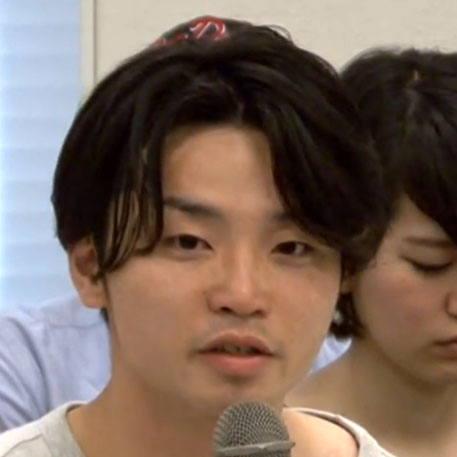
Aki Okuda

Aki Okuda (jap. 奥田 愛基, Okuda Aki; * 1992 in Kitakyūshū, Präfektur Fukuoka, Japan) ist Student, Bürgeraktivist (shimin katsudōka) und Mitbegründer der Initiativen „Students Emergency Action for Liberal Democracy“ (SEALDs) und „ReDemos“.

## Leben

### Schulzeit
Okuda ist das älteste dreier Geschwister. Sein Vater Okuda Tomoshi (奥田 知志) ist Pastor des japanischen Baptistenbundes und engagiert sich bei der Betreuung und Unterstützung von Armen und Obdachlosen, die zeitweise auch im Haus der Familie Zuflucht fanden. Okuda lebte bis zu seinem 14. Lebensjahr bei seiner Familie in Kitakyūshū in Südjapan. Die ungewöhnlichen Lebensumstände im Elternhaus und Mobbingerfahrungen in der Schule ließen ihn aus eigenem Antrieb seinen Geburtsort verlassen, um zunächst eine Schule in Hatomajima (Okinawa) und weiterführend eine Oberschule in Gōtsu (Präfektur Shimane) zu besuchen.

### Studium und Engagement
Als sich die Dreifachkatastrophe von Fukushima ereignete, stand Okuda kurz vor dem Schulabschluss. Im Jahr 2011 immatrikulierte er sich an der Internationalen Fakultät der Meiji-Gakuin-Universität, Tokyo. Zu Beginn seines Studiums engagierte er sich als freiwilliger Helfer in den von der Katastrophe betroffenen Gebieten in der nordostjapanischen Tōhoku-Region. Vor diesem Hintergrund entstand sein dokumentarischer Kurzfilm „Ikiru 312“, der 2013 auf dem International Peace Film Festival Preise erhielt. Während des Studiums zeigte sich Okuda zudem interessiert an den Anti-Atomkraft Protesten und war bei einigen Demonstrationen anwesend.
Nach den Ereignissen von Fukushima initiierte er eine Gruppe namens „the Temporary Autonomous Zone“ (TAZ), die sich mit politischer Bewegung befasste. Im Jahr 2012 unterbrach er sein Studium für eine Rucksackreise durch Kanada, Deutschland, Irland, England und andere Länder.

### SASPL, SEALDs und Okudas Rede im Parlament
Von Dezember 2013 bis Dezember 2014 setzte Okuda seine politischen Aktivitäten in der Gruppe SASPL fort, um dann im Mai 2015 die weitaus größere, 20 Universitäten umspannende und 100 Beteiligte verbindende Vereinigung SEALDs zu lancieren.
Zu den Protestkundgebungen vor dem japanischen Parlament gegen die Umgehung der pazifistischen japanischen Nachkriegsverfassung, die von Premier Shinzō Abe mit der sogenannten Sicherheitsgesetzgebung (security bill) in Gang gebracht worden war, trug die Gruppe mit Rap-artigen Skandierungen bei: „Schützt die Verfassung!“ (憲法を守れ, kenpō o mamore), „Gegen Krieg!“ (戦争反対, sensō hantai!) und „Abe, hau ab!“ (安倍は辞めろ!, Abe wa yamero!). Diese Aktionen wurden von den Medien beachtet. Am 30. August 2015 versammelte sich eine große Menge von ca. 120.000 Protestierenden vor dem Parlament.
In der parlamentarischen Aussprache gegen das Sicherheitsgesetz, das Kampfeinsätze japanischer Soldaten im Ausland ermöglicht, trat Okuda Aki am 15. September 2015 als studentischer Vertreter der Stimmen (unter ihnen Juristen) gegen das Sicherheitsgesetz auf. Abe setzte sich jedoch bei der Abstimmung mit der Mehrheit seiner Liberaldemokratischen Partei (LDP) und einem kleinen Koalitionspartner im Unterhaus durch.
Am 15. August 2016 gab die Gruppe bekannt, dass sie nach nun fünfzehn Monaten SEALDs auflösen und ihre Tätigkeiten einstellen werden. In einer Pressekonferenz am folgenden Tag betonte Okuda die Schwierigkeit eine politische Meinung junger Menschen in Japan zu fördern, was der Gruppe große Anstrengungen abverlangt habe. Dennoch erwähnte er ebenso, dass es Hinweise auf ein erstarkendes politisches Interesse bei unter Dreißigjährigen in Japan gebe. Als eine ihrer Leistungen stellten SEALDs die Zusammenführung der inhaltlich oft gegensätzlichen Oppositionsparteien in der Oberhaus-Wahl am 10. Juli dar. Auf der Konferenz wurde auch ein Wiederaufnehmen der SEALDs Tätigkeiten als eventuell möglich dargestellt.

### Morddrohung gegen Okuda
Als Reaktion auf seine Aktivitäten mit SEALDs hatte die Meiji-Gakuin-Universität ein Schreiben mit Morddrohungen gegen Okuda und seine Familie erhalten. Die Universität sicherte ihrem Studierenden Schutz zu und kritisierte den Brief als Angriff auf die freie Meinungsäußerung.
Am 1. Dezember 2015 gründete Okuda den ReDEMOS – Shimin no tame no Think Tank (ReDEMOS -市民のためのシンクタンク-, „ReDEMOS – Thinktank für die Bürger“).

## Unterstützung und Kritik
Okuda wird von dem weltweit bekannten Musiker Ryūichi Sakamoto sowie von dem Autor und Universitätsdozenten Gen’ichirō Takahashi unterstützt. Seine Art, Protest zum Ausdruck zu bringen, motiviert Jugendliche offensichtlich, sich wieder dem Politischen zuzuwenden – Hiphop-Sprechchöre, witzige Flyer, Facebook-Beiträge, Videos und Twitter-Nachrichten, die die Kundgebungen verlautbaren. Die gezielte Performance ist es aber auch, die gemäßigte Kritiker Okudas bemängeln; man deutet seine Aktivitäten als Lifestyle-Attitüde und unterstellt ihm mangelnde Ernsthaftigkeit. Andererseits geht Okuda als exponierter Aktivist Risiken ein – man denke an die Morddrohung – die man vermutlich nicht aus reiner Geltungssucht auf sich nehmen würde.

## Zur neuen japanischen Protestkultur seit 3/11
Okuda Akis Engagement kann man auch im zeitgeschichtlichen Rahmen einer neuen japanischen Protestkultur sehen, wie sie die japanologische Dokumentation „Radioactivists“ (2011) von Clarissa Seidel und Julia Leser zeigt. Eine Protestkultur der Heisei-Ära setzte mit den ersten großen Anti-Atom-Kundgebungen, darunter etwa die sogenannte Hortensienrevolution im Zeitraum Juni 2012, nach Fukushima ein, die eine vier Dekaden lange japanische Abstinenz vom öffentlichen Protest beendeten.
Unter den Protestierenden in Tokyo fanden sich „Normalbürger“, Künstler und Intellektuelle ein, bekannte Schriftsteller wie Kenzaburō Ōe, Akademiker wie der Historiker Oguma Eiji (小熊 英二; * 1962), Aktivistinnen wie Amamiya Karin (雨宮 処凛; * 1975) oder Matsumoto Hajime (松本 哉; * 1974) von „Shirōto no ran“ („Aufstand der Laien“) sowie eine Reihe junger Akteure, die nach Fukushima bei vielen die Hoffnung weckten, das „japanische System“ könne nun durch eine Repolitisierung der Menschen verändert werden.
Zu den politisch engagierten Prominenten zählen u. a. der Schauspieler Tarō Yamamoto, dem sich der Musiker und Vertreter der japanischen Grünen, Yōhei Miyake (三宅 洋平), anschloss.

## Werk

### Film
- (2012) Ikiru 312 (生きる312, To live in time of 312)

### Veröffentlichungen
- (2015) Minshushugi tte kore da! („This is what democracy looks like“) Verlag Ōtsuki Shoten, Tokyo ISBN 978-4-272-33086-7
- (2015) (mit Takahashi Gen'ichirō) Minshushugi tte nan da? („Tell me what democracy looks like“) Verlag Kawade Shobō Shinsha, Tokyo ISBN 978-4-309-24732-8

## Weiterführende Analysen der neuen japanischen Protestkultur
- (2016) Manabe Noriko: The Revolution Will Not Be Televised. Oxford: Oxford University Press ISBN 978-0-199-33469-8
- (2015) Obinger, Julia: Alternative Lebensstile und Aktivismus in Japan. Wiesbaden: Springer VS ISBN 978-3-658-07862-1
- (2014) Poetisierte Erfahrung von Risikotechnologie. Christian Chappelow liest Wakamatsu Jōtarō und Hara TamikiBeitrag zur Postersession im Rahmen der Konferenz „Technik und Protest“ am Institut für Protest- und Bewegungsforschung
- (2013) Mundt, Lisa: „Ungehorsam als erste Künstlerpflicht: 'Fukushima' als Zäsur in der zeitgenössischen japanischen Theater- und Performanceszene“. In: Steffi Richter und Lisette Gebhardt (Hg.): Lesebuch 'Fukushima'. Übersetzungen, Kommentare, Essays. Berlin: EB-Verlag (= Reihe zur japanischen Literatur und Kultur Bd. 6), S. 101–125. ISBN 978-3-86893-103-7